# اورسئیس
اورسئیس (به انگلیسی: Orseis؛ / ɔ:rsi:ɪs /؛ به یونانی باستان: Ὀρσηΐς «شلیک کردن، هم زدن، بیدار شدن، هیجان زدن یا ظهور») در اساطیر یونانی الهه آب (از نایادها) چشمه‌ای در تسالی، و نیای اسطوره‌ای یونانیان بود. در برخی از گزارش‌ها، او را به‌عنوان الهه کوه توصیف می‌کردند.
اورسئیس حوری؛ زوجهٔ هلن؛ مادر دوروس، آیولوس و کوتوس بود.

## اسطوره‌شناسی
مشخص نیست که آیا اورسئیس دختر اوکئانوس یا رودخانه خدای تسالی نامیده می‌شود. حتی این احتمال وجود دارد که وی دختر زئوس و دینو باشد.
براساس این سه‌جلدی شبه آپولودوروس، با هلن (پسر دئوکالیون و پورها)، و برادر پاندورا، اجداد افسانه‌ای یونانیان ازدواج کرد. پسران آن‌ها، دوروس، خوتوس و آئولوس، مطابق با توجه به فهرست زنان هزیود، به همراه پسران پاندورا، گراکوس، مگنتاس و ماکدون با زئوس، بنیان‌گذاران هفت قبیله ابتدایی هلاس (گرائکوس‌ها، مگنت‌ها، مقدونیه‌ای‌ها، دوری‌ها، آخائیان، ایونیان و آئولین‌ها) خوانده می‌شد.